# Río Boedo (Lugo)
El río Boedo es un río de la provincia de Lugo, Galicia, España.

## Curso
El río Boedo nace de la confluencia de los riachuelos Porto, Rexedoiro, Lentemil, Portovello y Landoeiras —situándose en este último el embalse de Guitiriz—, en la aldea de Outeiro de Lea, en la parroquia de Santa Mariña de Lagostelle (Guitiriz). Recibe por su izquierda al río Escadebas o Forxá, con su afluente el Portaud, y los riachuelos Portillón y Revollón. Por su derecha se le unen las aguas del Mariz, Tolda, Ruxida de Curveiros y Florida.
Es afluente del río Parga, con el que se une en el mismo municipio, después de recoger las corrientes de sus diversos afluentes, que descenden del Cordal de Montouto y de la Cova da Serpe.
Recorre las parroquias de Santa Mariña, Pardiñas, Mariz, Vilar As Negradas, Guitiriz, San Xoan de Guitiriz y San Xoán de Lagostelle.